# Gastrodia agnicellus
Espèce
Gastrodia agnicellus est une espèce de plantes à fleurs de la famille des orchidées et du genre Gastrodia, trouvée à Madagascar et décrite dans le Curtis's Botanical Magazine par Johan Hermans (en) en 2020. Elle est décrite dans les médias comme « l'orchidée la plus laide du monde », avec « des fleurs brunes, charnues et grotesques »,. Comme toutes les espèces de son genre, elle est sans feuilles et mycohétérotrophe, c'est-à-dire qu'elle se nourrit de la sève élaborée des arbres par l'intermédiaire du réseau mycélien des champignons qu'elle parasite.
L'épithète spécifique agnicellus signifie « petit agneau ». Ce nom « fait référence à la couverture laineuse du rhizome, aux pétales en forme d'oreille et fait également allusion au nom de l'artiste botanique (« agneau » se disant « lambkin » en anglais) qui, dans son dessin, a donné vie à la nouvelle espèce » De fait, pour son travail sur cette espèce, l'illustratrice, Deborah Lambkin, a remporté le prix Margaret Flockton 2020, un prix annuel célébrant « l'excellence dans l'illustration botanique scientifique » réalisé par les Jardins botaniques royaux de Sydney,.

## Distribution et habitat
Gastrodia agnicellus n'a été trouvée que dans la région de Vatovavy-Fitovinany au sud-est de Madagascar. Elle vit à l'ombre des forêts, souvent sous la litière de feuilles.